# Klaus Böger
Klaus Böger (né le 8 septembre 1945 à Lauterbach (Hesse)) est un homme politique allemand (SPD).
De 1999 à 2006, il est sénateur de Berlin pour l'Éducation, la Jeunesse et les Sports.

## Biographie
Après des études en sciences politiques, il est élu en 1989 à la Chambre des députés de Berlin; où il devient en 1992 vice-président du groupe SPD. À la suite de la démission de Ditmar Staffelt (de), il est nommé président jusqu'en 1999. Il engage les réformes structurelles telles que la réduction du gouvernement et du parlement locaux. Lors des élections internes du SPD pour les élections de 1999, on lui préfère l'ancien maire Walter Momper.
La grande coalition qui a lieu depuis 1991 est maintenue. Cependant Böger devient bourgmestre et sénateur pour l'Éducation, la Jeunesse et les Sports dans le Sénat Diepgen V. Dès ses premiers jours, il fait face à la résistance des enseignants contre la prolongation de leur temps de travail.
Lorsque la coalition éclate en juin 2001, le bourgmestre sortant Eberhard Diepgen et les quatre sénateurs CDU (Eckart Werthebach (de), Christoph Stölzl (de), Peter Kurth (de), Wolfgang Branoner (de)) subissent une motion de censure de l'alliance du SPD, de l'Alliance 90 / Les Verts et du PDS, ce qui donne lieu au sénat Wowereit I.
Après l'élection de Klaus Wowereit en tant que bourgmestre, Böger annonce sa démission comme les deux autres sénateurs SPD (Peter Strieder (de) et Gabriele Schöttler (de)) afin d'assurer l'entente rouge-verte. Il est cependant remis dans ses fonctions.
Après la victoire du SPD aux élections de la Chambre de Berlin en octobre 2001, le SPD se lie avec le PDS. Böger conserve son poste de sénateur mais n'est plus bourgmestre au profit de Karin Schubert (de). En 2004, l'abolition du régime spécial des enseignants provoque un exode de leur part dans les autres Länder. En août 2004, il compose des réformes afin de répondre aux exigences du programme PISA. De même, il défend l'enseignement de la langue allemande.
Après le maintien de la coalition de gauche pour les élections de 2006, il choisit de ne pas se représenter puis renonce à un nouveau mandat de sénateur. Jürgen Zöllner lui succède au poste de sénateur pour l'Éducation, la Science et la Recherche de Berlin.
En 2009, Klaus Böger devient président de la Landessportbund Berlin (de).

## Sources, notes et références
- Notices d'autorité :   - VIAF
  - LCCN
  - GND
  - WorldCat